# حركة فنية

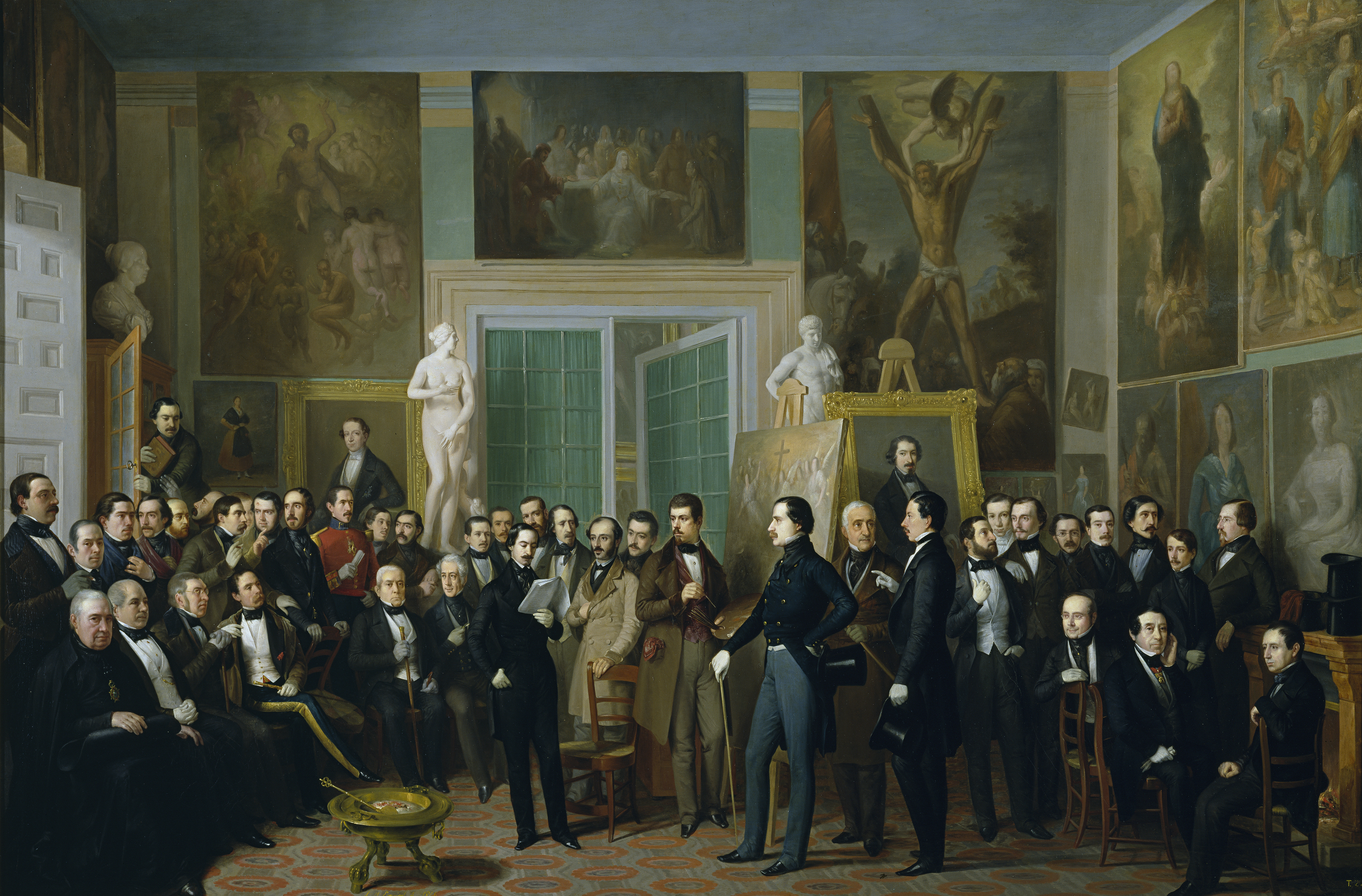

حركة فنية هي اتجاه أو أسلوب فني يشير إلى التناغم بين الفنون مع الفلسفة والنمط المشترك بينهم. يتبع هذه الحركة مجموعة من الفنانين خلال حقبة معينة محددة المدة (عادة ما تكون شهورًا قليلة أو سنوات أو بعض العقود) مثل حركات الدادا وفن البوب على سبيل المثال، أو بمثابة خصيصة من خصائص تاريخ الفن، التي ظهرت في حركات عصر النهضة والباروك.

## المصطلح
تبعًا للنظريات المرتبطة بالحداثة ومفهوم ما بعد الحداثة، تكتسب الحركات الفنية أهمية خاصة خلال فترة من الزمن تتناسب مع الفن الحديث. يفترض أن تلك الفترة الزمنية المدعوة «الفن الحديث» تغيرت في حوالي منتصف القرن العشرين، عمومًا، يسمى الفن الذي خرج بعد ذلك بالفن المعاصر. وتبدأ مرحلة ما بعد الحداثة في الفن التشكيلي ويُعمل بها بالتوازي مع مرحلة الحداثة المتأخرة، وتشير إلى تلك الفترة التي تلت فترة «الحداثة» بالفن المعاصر. بدأت فترة ما بعد الحداثة في مرحلة الحداثة المتأخرة (التي هي استمرار معاصر للحداثة)، وحسب بعض المنظرين، انتهت فترة ما بعد الحداثة في القرن الحادي والعشرين. خلال الفترة الزمنية التي وافقت «الفن الحديث»، اعتبرت كل حركة تالية لسابقتها حركة ريادية جديدة.
أيضًا، خلال الفترة التي يشار إليها «بالفن الحديث»، شوهدت كل حركة على أنها شيء عظيم معاد النظر في كل ما سبقه، وذلك فيما يتعلق بالفنون التشكيلية. عامةً، حمل الفنانون وأعمالهم المشمولين ضمن حركة فنية معينة أوجه تشابه في النمط البصري. خرج الفنانون أنفسهم بالشرح والإيضاح الكلامي للحركات، أخذت أحيانًا شكلًا بيانٍ أطلقه الفنان، وأحيانًا على شكل نقد فني وغيرهم ممن يقدمون تفسيرًا لفهمهم المعنى خلف الفن الجديد الذي يتم إخراجه.
في الفن التشكيلي، يعزو العديد من الفنانين، والمنظرين، والنقاد الفنيين، وجامعي الفنون وتجاره، وغيرهم من المدركين للاستمرارية التي خاضها كل من حركة الحداثة والفن الحديث حتى وصولهم إلى عهد الفن المعاصر، يعزون ذلك إلى فلسفات الفن الحديثة ويتقبلونها كلما ظهرت. يفترض منظرو ما بعد الحداثة أن فكرة الحركات الفنية لم تعد ملائمة، أو لم تعد قابلة للتمييز عن سابقتها، إذ أن مفهوم الحركات الفنية وجد قبل عصر ما بعد الحداثة. يشك عديد من المنظرين في أن مثل هذه الحقبة كانت حقيقة واقعة أم لا؛ أو أنها كانت مجرد بدعة عابرة.
يشير المصطلح إلى النزعات التي يمر بها الفن التشكيلي، والأفكار الجديدة والعمارة، وأحيانًا الأدب. في الموسيقى، عادة ما يقابل ذلك الحديث عن الأنواع والأنماط. انظر مصطلح «الحركة الثقافية»، الذي يحمل دلالة أوسع.